# Tahtaköprü, Vezirköprü
Tahtaköprü là một xã thuộc huyện Vezirköprü, tỉnh Samsun, Thổ Nhĩ Kỳ. Dân số thời điểm năm 2010 là 2.137 người.